# Michał Horodeński
Michał Horodeński herbu Korczak – sędzia ziemski wileński w latach 1748–1761, surogator ziemski wileński w 1747 roku, sędzia grodzki wileński w latach 1745–1748, pisarz grodzki wileński w latach 1738–1744, wojski wileński w latach 1724–1748, dyrektor wileńskiego sejmiku gromnicznego w 1744 roku, marszałek koła rycerskiego wileńskiego sejmiku przedsejmowego 1761 roku,  porucznik chorągwi petyhorskiej kasztelana trockiego Ogińskiego w 1760 roku.
Poseł województwa wileńskiego na sejm nadzwyczajny 1733 roku. Jako deputat z prowincji Wielkiego Księstwa Litewskiego i poseł na sejm elekcyjny z województwa wileńskiego podpisał pacta conventa Stanisława Leszczyńskiego w 1733 roku. Poseł województwa wileńskiego na sejm 1740 roku. Poseł na sejm nadzwyczajny 1750 roku z powiatu wileńskiego.